# Semecarpus vitiensis
Semecarpus vitiensis är en sumakväxtart som beskrevs av Adolf Engler. Semecarpus vitiensis ingår i släktet Semecarpus och familjen sumakväxter. Inga underarter finns listade i Catalogue of Life.